# Église de la route du Jiangsu à Qingdao
L'église de la route du Jiangsu à Qingdao est une église luthérienne, crée par l'Empire allemand, à Qingdao, pendant la concession de Kiautschou (1998-1914).
Conçue par l'architecte Kurt Rothkegel, sa construction dura de 1908 à 1910. Elle fut inaugurée le 23 octobre 1910.
Elle est depuis 2006, inscrite sur la 6e liste des sites historiques et culturels majeurs protégés au niveau national.

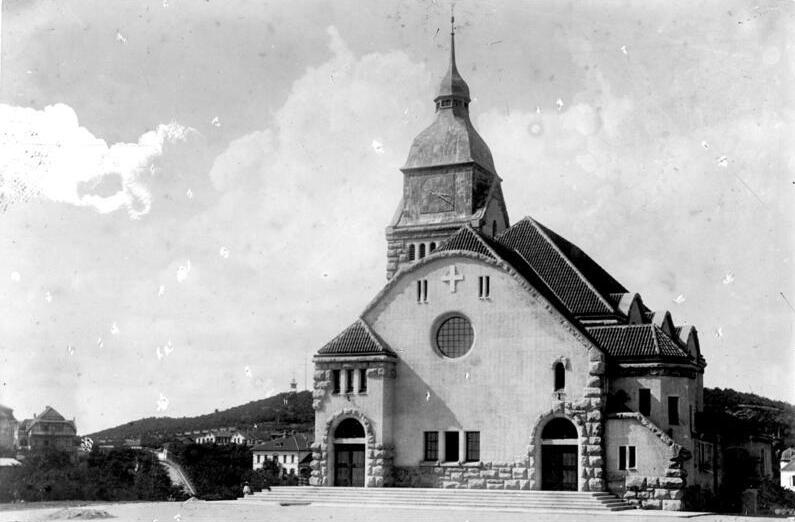
Photographie de l'édifice datée de 1897.